# Eemsdelta
Eemsdelta (pronunciación: [ˈeːmzˌdɛltaː]) es un municipio neerlandés situado en la provincia de Groninga. En 2021 tenía una población de 45 609 habitantes.
El municipio fue creado el 1 de enero de 2021 mediante la fusión de los hasta entonces municipios colindantes de Appingedam, Delfzijl y Loppersum.
Se ubica en la orilla izquierda de la desembocadura del río Ems, que lo separa de la ciudad alemana de Emden.
La mitad de la población municipal vive en las ciudades de Delfzijl (15 240 habitantes en 2021) y Appingedam (11 500 habitantes), que forman una conurbación en el centro del municipio, separadas únicamente por una carretera, lo cual provocó la fusión de los ayuntamientos. Las pedanías que superan los mil habitantes son Loppersum (2570 habitantes), Middelstum (2325 habitantes), Wagenborgen (1685 habitantes), Spijk (1640 habitantes), Farmsum (1620 habitantes, aunque en realidad es un área periférica de la conurbación principal) y Stedum (1065 habitantes).